# Массоспонділ
Массоспонділ (Massospondylus) — рослиноїдний динозавр раннього юрського періоду (від 200 до 183 млн років тому). Назва походить від дав.-гр. μάσσων (massōn, «довгий») і дав.-гр. σπόνδυλος (spondylos, «хребець»).
Був описаний у 1854 році сером Річардом Оуеном по рештках, знайдених у Південній Африці і є одним з перших динозаврів, які отримали назву. Викопні рештки були виявлені також у Лесото, Зімбабве, Намібії, ПАР, США та Індії.
Массоспонділи мали довгі шию і хвіст, дорослі особини досягали завдовжки 5 м. У дорослому віці массоспонділи могли ходити на задніх ногах, використовуючи передні лапи з великим кігтем на кожній для захисту і захоплення листя, що вживали в їжу. Для добування їжі з верхівок дерев служила й довга шия. Дитинчата массоспонділів пересувалися на чотирьох кінцівках. Згідно з сучасними дослідженнями, після народження вони ще не були здатні добувати їжу, у зв'язку з чим про це повинні були піклуватися дорослі особини.

## Історія відкриття

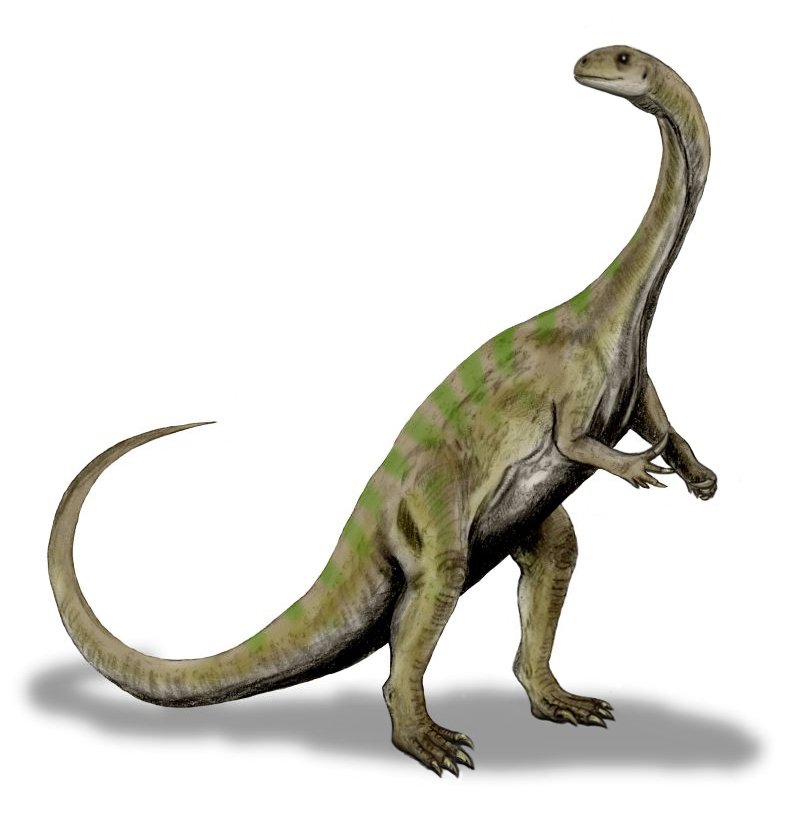
Художня реконструкція двоногого массоспонділа

Перші скам'янілості Massospondylus були описані палеонтологом сером Річардом Оуеном у 1854 р.. Матеріал, колекція з 56 кісток та їхніх фрагментів, був зібраний у ~1853—1854 рр. урядовим геодезистом Джозефом Міллардом Орпеном та його братами на фермі у Драконових горах поблизу Гарісміта, Південна Африка, і переданий до Гантерського музею при Королівській колегії хірургів Англії, куратором якого був Оуен. З цього матеріалу Оуен виділив три нові види на основі відмінностей у їхніх хвостових хребцях: Massospondylus carinatus, Pachyspondylus orpenii та Leptospondylus capensis.
Серед кісток у колекції Орпена були хребці шиї, спини, стегна і хвоста, кістки тазу, плечова кістка, частини задньої кінцівки, включаючи стегнову, великогомілкову і деякі кістки стопи. Орпен вважав, що при повномасштабних розкопках цього місця буде знайдено більше скам'янілостей. Всі ці кістки, ймовірно, були знайдені розчленованими (не у своєму первісному анатомічному з'єднанні), що ускладнювало визначення їхньої приналежності до одного виду. Оуен відніс більшість кісток до Massospondylus, Pachyspondylus або Leptospondylus, на перший погляд, «дещо свавільно».
У 1888 році Річард Лідеккер вивчив матеріал і визнав Leptospondylus ймовірним синонімом Massospondylus, хоча він не торкався Pachyspondylus. Крім того, Лідеккер запропонував розглядати опис Оуена недійсним, а його власну публікацію як джерело назви Massospondylus carinatus, і обрав шийний хребець і кістку пальця ноги як номенклатурні типи (репрезентативні зразки, на яких ґрунтується таксон). Ця пропозиція була здебільшого проігнорована пізнішими авторами, і опис Оуена є дійсним згідно з Міжнародним кодексом зоологічної номенклатури (ICZN). 

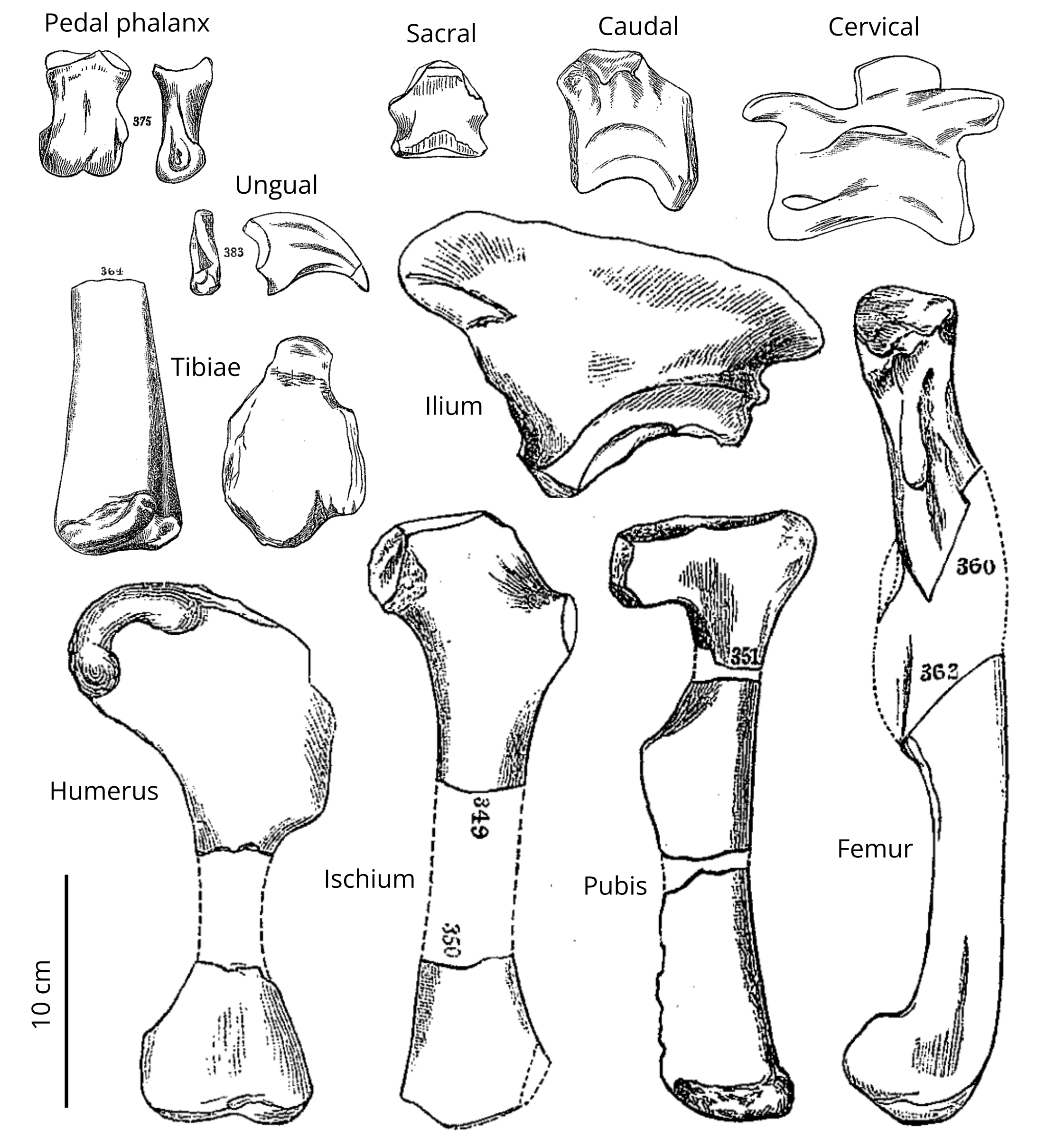
Репрезентативні зразки втраченої колекції Орпена, ілюстрації Сілі, 1895 р.

У 1895 році Гаррі Сілі переглянув опис Massospondylus і вперше проілюстрував більшість скам'янілостей. Сілі стверджував, що так звані хребці хвоста Massospondylus carinatus насправді є хребцями шиї й що хребці хвоста Pachyspondylus orpenii належали массоспонділу. Відтак, він дійшов висновку, що більшість скам'янілостей, ймовірно, належали до одного виду, і відніс їх до роду Massospondylus, але зазначив, що вони представляють щонайменше три особини.
Інший переопис зразків Орпена був опублікований Фрідріхом фон Гюне в 1906 році, який відніс весь матеріал до роду Massospondylus. На початку Другої світової війни підвали Гантерського музею були зміцнені, щоб захистити зразки від німецьких бомбардувань, а деякі колекції були перевезені у віддалені локації. Музей був пошкоджений під час кількох бомбардувань, що сталися неподалік, а в ніч з 10 на 11 травня 1941 року він зазнав прямого попадання бомби, внаслідок чого уламки завалили підвали, а будівля була затоплена через сильний дощ. З 550 експонатів колекції порівняльної анатомії музею вціліло лише 23. Серед втрат було багато зразків, які мали ключове значення в історії науки, зокрема Massospondylus, Pachyspondylus і Leptospondylus, від яких залишилися лише ілюстрації та гіпсові зліпки.

## Види
- M. carinatus типовий;
- M. kaalae  Barrett, 2009 — вид, який жив у юрському періоді близько 199—189 млн років тому. Описаний у 2009 році на основі часткового черепа. Викопні рештки були знайдені в місцевості Voyizane у формації Upper Elliot на території Південної Африки[9].